# Rio Taquari-Mirim (São Paulo)
O rio Taquari-Mirim é um curso de água que banha o estado de São Paulo, no Brasil. Pertence à bacia do rio Paranapanema. Os rios Taquariguaçu e Taquarimirim  nascem bem próximos um do outro, cerca de 3,8 quilômetros e a quase a mesma distância da rodovia SP-249. Correm sempre paralelos um ao outro mantendo uma distância de mais ou menos seis quilômetros, possuindo quase a mesma extensão (52 e 54 quilômetros) e acabam se juntando.

## Etimologia
"Taquarimirim" é um termo oriundo da língua tupi. Significa "pequeno rio da taquara", através das junção de takûara ("taquara"),  'y  ("água, rio") e mirim ("pequeno").                      

## Nascente
O rio Taquarimirim nasce entre os municípios de Ribeirão Branco e Apiaí, na localização geográfica, latitude 24º19'19,8" sul e longitude 48º48'40,7" oeste, a cerca de quatro quilômetros do trecho não asfaltado da rodovia estadual SP-249.                                                                 

### Percurso
Da nascente, segue em direção noroeste (340º) do estado de São Paulo. Depois, segue na mesma direção, passando por Nova Campina, indo se juntar com o rio Taquari-Guaçu praticamente na cidade de Itapeva. Neste trajeto, está sempre paralelo à rodovia SP-249 a uma distância média de quatro quilômetros.

### Afluentes
- Margem sul:
  - Não consta

- Margem norte:
  - Não consta

### Final
Em Itapeva, se junta-se ao rio Taquari-Guaçu formando o rio Taquari na localização geográfica latitude 23º59'09" sul e longitude 48º54'59" oeste, bem próximo à SP-258.

### Extensão
Percorre, neste trajeto, uma distância de mais ou menos 52 quilômetros.